# Charte graphique
Cet article possède un paronyme, voir Carte graphique.
 (avril 2009).
Si vous disposez d'ouvrages ou d'articles de référence ou si vous connaissez des sites web de qualité traitant du thème abordé ici, merci de compléter l'article en donnant les références utiles à sa vérifiabilité et en les liant à la section « Notes et références ».
La charte graphique, dont la dénomination correcte est cahier des normes graphiques, est un document de travail qui contient l'ensemble des règles fondamentales d'utilisation des signes graphiques qui constituent l'identité graphique d'une organisation, d'un projet, d'une entreprise.
Le terme vient du latin charta qui signifie « papier », et qui en français a pris le sens de « loi, règle fondamentale ».

## But et intérêts de la charte graphique
Le but de la charte graphique est de conserver une cohérence graphique dans les réalisations graphiques d'une même organisation, projet ou entreprise quels que soient les différents intervenants de la production (graphiste, directeur artistique…).
L'intérêt de réaliser une charte graphique est double :
1. L'identité graphique reste intacte quelles que soient les réalisations graphiques, afin que l'organisation, le projet ou l'entreprise (qui sont une somme d'individualités) parle « d'une seule voix ». Les anglophones parlent de corporate design (littéralement : dessin de l'entreprise).
2. La charte graphique permet au récepteur d'identifier facilement l'émetteur et, par habitude si la cohérence est respectée, de se repérer visuellement dans les différentes réalisations graphiques et au sein même d'un même support graphique (ce qui facilite la lecture).

N. B. : Une charte graphique bien conçue doit laisser suffisamment de liberté en constituant des « méta-règles » souples, c'est-à-dire en évitant les interdictions et en envisageant le maximum de contextes où des règles doivent s'appliquer pour l'utilisation des signes graphiques de l'identité graphique.

## Exemple de contenu d'une charte graphique papier
Chaque signe graphique utilisé par l'organisation est classé par thème en précisant son sens et en établissant une liste des concepts qui s'y rattachent. Il ne s'agit pas d'appliquer ces codes dans leur intégralité mais d'en sélectionner quelques-uns afin que tout nouveau document émis par la société participe à la construction de son image. L'essentiel est de rester dans l'univers graphique de l'entreprise ou parfois de le créer.
La charte graphique s'applique à définir (par ordre de conception) :
1. Le logotype : ses couleurs (définies grâce au nuancier Pantone), sa position dans la page sur tous les supports (papier à en-tête, documents officiels, plaquettes, dossier et chemises, camion, etc.), la zone d'exclusion (espace protégé minimum autour du logo), ses déclinaisons sur des fonds blancs et de couleurs. La charte peut également définir les interdits : par exemple, l'interdiction d'apposer le logo sur un fond noir, de redimensionner le logo sans garder un rapport d'homothétie…
2. Les polices de caractères et leurs différentes fontes utilisées dans les documents afin de permettre de créer différents niveaux de textes et d'apporter un bon confort de lecture. La typographie est l'une des composantes essentielles de l'univers graphique d'une entreprise pour sa reconnaissance. Dans certains cas comme Renault ou l'Aéroport de Paris, on va jusqu'à créer une police de caractères spécifique.
3. Les jeux de couleurs indépendamment des supports indiquant ses références Lab.
4. Très souvent, on trouve les jeux de couleurs déclinables sur les différents supports de communication : d'une manière générale la charte indique les valeurs Pantone, CMJN, RVB et hexadécimale de chaque couleur.
5. L'utilisation d'éléments graphiques tels que filigranes, détail du logo agrandi, courbes, pictogrammes et traits spécifiques à l'entreprise.
6. Les principes du choix des images et des illustrations.

Parmi les problèmes que doit prendre en considération la charte graphique, citons la photocopie et la télécopie (fax) : les documents doivent résister à ces traitements en restant lisibles et identifiables. À cet effet, la charte prévoit parfois des versions simplifiées des logos, en noir et blanc ou avec des contrastes tranchés.

## Exemple de contenu de charte graphique Internet/intranet ou multimédia
La charte graphique Internet/intranet est un document papier ou un mini-site qui permet de définir la position des différents éléments qui constituent les principales pages d'un site avant la programmation de celles-ci. Le but, voisin du précédent, est de valider les principes de navigation entre les pages du futur site Internet ou intranet. Il s'y ajoutera des temps de navigation plus courts (les éléments graphiques étant contingentés et présents dans le cache), participant à la bonne perception de l'entreprise par le visiteur.
De plus, celle-ci présente des règles fondamentales qui montrent l'identité de l'entreprise.